# ОБОН
ОБОН (Отряд баб особого назначения) — термин, применяемый в Средней Азии для обозначения женщин, продающих свои услуги для организации скандалов и провокаций на митингах, других массовых мероприятиях, освещаемых СМИ. Часто их работа оплачивается оппонентами участников этих мероприятий. В задачи ОБОНа может входить как организация митингов так и их срыв, публичное унижение или избиение участников или противников митинга, захват административных зданий и зданий частных компаний, перекрытие дорог, смещение с должностей политиков, другие хулиганские действия. В ход идут угрозы расправы с родственниками и захвата в заложники, шантаж уничтожением имущества, запугивания физической расправой.
ОБОНы чаще всего применяются против диссидентов в Узбекистане, где монополией на их применение владеет Служба Национальной Безопасности (СНБ) Узбекистана, и в Киргизии, где первыми их применили Азимбек Бекназаров во время Аксыйских событий 2002 года и Усен Сыдыков, после его отстранения президентом Акаевым от парламентских выборов.

## История

### Узбекистан
Истоки появления ОБОНа в Узбекистане идут из практики карманников нанимать сообщников для создания громкого скандала на случай поимки. Сообщники были обязаны наброситься на тех, кто поймал, с ложными обвинениями, чтобы переключить внимание окружающих и дать сообщнику уйти с места преступления. В ход обычно идут крики о надуманных преступлениях, совершённых жертвой, нацпровокации, если жертва другой национальности. Также громкий скандал на базаре позволял обчищать карманы зевак, увлёкшихся им. Силовые органы прекрасно знают этот метод и могли модифицировать его в своих интересах. СНБ Узбекистана использует услуги ОБОНа уже более 10 лет, принуждая женщин преследовать и оскорблять неугодных власти общественников, правозащитников и журналистов. Использование ОБОНа считается более эффективным методом борьбой с протестами, так как подавлять протесты и митинги правозащитников и недовольных силовыми методами стало сложно — из-за постоянного присутствия в стране независимых западных журналистов, которые сразу передавали сообщения о жестоком обращении с протестовавшими. С использованием «женских батальонов» все претензии к власти и милиции отпадали сразу, так как ОБОН создает впечатление народного недовольства диссидентами.
Узбекский журналист Улугбек Хайдаров рассказал что ОБОНы появились в Узбекистане в 2000-х годах. Первое время власти Узбекистана нанимали ОБОНы из общины люли — местных цыган. Однако, поняв неэффективность такого выбора, ОБОНы стали создаваться в основном из женщин узбекской национальности, торговавших незаконно валютой, золотом и маслом на местных базарах. Силовые органы, пользуясь их «услугами», предоставляли им определённые поблажки, закрывая глаза на их незаконный бизнес".
По словам Хайдарова, нередко группы ОБОНа в Узбекистане возглавляли женщины, занимающие руководящие посты в государственных органах. Улугбек Хайдаров говорит, что к тому их принуждали вышестоящие органы, угрожая лишить должности в случае отказа.

### Кыргызстан
Считается что идея ОБОН в Киргизии была скопирована с узбекской, а затем подогнана под специфику страны. Косвенной поддержкой такого мнения является то что большинство случаев применения ОБОНа приходится на южные области Кыргызстана, граничащие с Узбекистаном, несмотря на то, что борьба за власть идет всегда на севере страны, в столице Бишкек.
Самое раннее свидетельство о применении ОБОНа даёт депутат парламента Киргизии Феликс Кулов, датируя его 2000 годом. Изначально ОБОНы в Киргизии митинговали за чиновников из своих регионов бесплатно. Со временем эти услуги стали востребованы, особенно в Бишкеке, и женщины стали оказывать их всем желающим. Массовым в Киргизии явление стало после первой Тюльпановой революции 2005 года, и в СМИ его участников сначала называли «пикетчицами».

## Название
Впервые название ОБОН впервые произнес с трибуны депутат парламента Киргизии Дооронбек Садырбаев, по аналогии с известной аббревиатурой ОМОН. Именно эта терминология сегодня прочно вошла в повседневный лексикон СМИ и населения.
Этимология названия также перекликается со значением кыргызского слова обон — напев, мотив; мелодия в смысле что участники таких групп поют под чужую дудку.

## Виды ОБОНа
Известны как минимум два варианта поведения ОБОНа: буйный и тихий.
Буйный ОБОН обычно появляется неожиданно, кидает сырыми яйцами, гнилыми помидорами, громко кричит, дерётся, старается поцарапать лицо, порвать одежду, старается создать как можно больший шум. В силу национальных традиций милиция обычно не применяет к ним никаких силовых мероприятий, часто даже не арестовывает.
Тихий ОБОН обычно выполняет роль массовки, человека с плакатом.

### Применение
Широкое применение в Киргизии услуг ОБОНа связано с полной инертностью в отношении их противоправных действий со стороны правоохранительных органов. Практически во всех случаях милиция полностью игнорирует их действия. Например, в киргизском Оше отряд, состоящий из 50 женщин, «загнал» руководителя правозащитной организации «Хакикатга жол» («Путь к справедливости») Абдуманнопа Халилова на третий этаж местного суда и избил бутылками до потери сознания в кабинете одного из судей. После чего ОБОН вынес его на улицу и продолжили избиение человека, находящегося без сознания. Известно более десяти подобных случаев с 2010 года, большинство которых происходило в Оше и Базар-Коргоне.
Ставки на услуги ОБОНа составляют от 11 до 500 долларов в день в зависимости от спектра услуг: простое стояние дешевле, царапанье, драки, захваты зданий, управление другими ОБОНовками самые дорогие.
Хотя изначально в составе ОБОНов были только пожилые женщины, с 2012 все чаще активное участие в них принимают молодые женщины и мужчины.
Эксперт Алымкулова считает, что сегодня отряд баб особого назначения существует в каждом селе Киргизии. В связи с политическим кризисом спрос на их услуги растёт, поскольку как оказалось ОБОН удобней, чем любые пиар-кампании. Агрессивные действия, беспринципность и исключительно материальный интерес дают молниеносный эффект. Сегодня существуют специальные организации со своей штатной структурой, прайс-листами и типовыми договорами.

## Влияние
Некоторые из таких ОБОНов превратились во влиятельные неправительственные организации Киргизии, особенно после ошских межэтнических беспорядков в июне 2010 года. Многие из них активно вмешивались в действия судов, избивали свидетелей и адвокатов. Президент Киргизии Атамбаев встречался за закрытыми дверями с лидером одной из таких групп «Ош шеййттери», Тургунайым Айтиевой. Яркой представительницей ОБОНа в Киргизии является депутат парламента Жылдызкан Жолдошева, часто устраивающая скандалы в стенах парламента страны.
О влиянии ОБОНа на политическую жизнь Киргизии также говорят слова четвёртого президента страны Алмазбека Атамбаева: «Скажу откровенно, я говорю это от того, что болею душой. Я терпел и не говорил многих вещей. Я говорю, что на судей давят, других тоже притесняют. Некоторым нарушителям закона хотят дать «Ак-Шумкар». ОБОН даже уже в парламенте ходит, не только на улицах. Куда идёт Кыргызстан? Остановимся немного. До парламентских выборов осталось 2 года, до президентских — 4 года. До этого, даст Бог, я хочу исправить… И, даст Бог, исправлю…».